# Bifrons

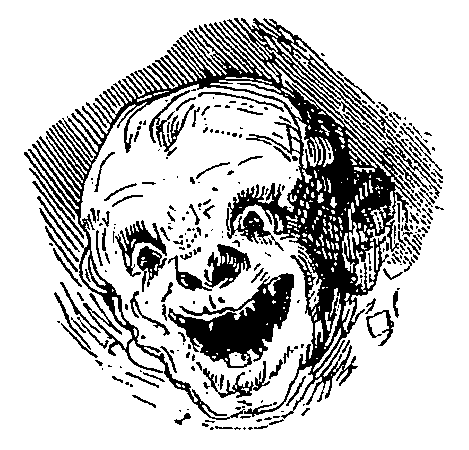
Ilustracja przedstawiająca Bifronsa

Bifrons – w tradycji okultystycznej, czterdziesty szósty duch Goecji. Znany również pod imionami Bifron, Bifrovs, Bifrows, Bifröus i Bifrous. By go przywołać i podporządkować, potrzebna jest jego pieczęć, która według Goecji powinna być zrobiona ze srebra i miedzi zmieszanych w równych proporcjach.
Jest hrabią piekła. Rozporządza 60 albo 6, a według Dictionnaire Infernal 26 legionami duchów.
Uczy astrologii, geometrii oraz innych sztuk i nauk. Wie wszystko o drzewach, ziołach i kamieniach szlachetnych. Przenosi trupy z jednego miejsca na drugie oraz zapala światła na grobach umarłych.
Wezwany, ukazuje się pod postacią potwora, a na rozkaz przyzywającego może przybrać ludzką postać.